# Alicia Machado
Alicia Machado (sinh ngày 6 tháng 12 năm 1976) là một nữ hoàng sắc đẹp của Venezuela. Cô đoạt danh hiệu Hoa hậu Venezuela vào năm 1995 và đại diện cho đất nước mình tham dự Hoa hậu Hoàn vũ 1996 tổ chức tại Las Vegas, Mỹ. Cô là người phụ nữ thứ tư của đất nước Venezuela giành được danh hiệu này. Trong nhiệm kỳ hoa hậu của mình, cô gây tai tiếng lớn và suýt bị tước vương miện do tăng cân quá nhanh.